# Lady in Red
Lady in Red er en dansk dokumentarfilm fra 1996, der er instrueret af Lisa Strömbeck.

## Handling
Lisa Strömbeck har i sine performancearbejder udforsket forholdet mellem kunstner, værk og beskuer i en grad, så det egentlige værk netop opstår i en direkte udveksling. I sine videoarbejder inddrager hun ofte selvbiografiske elementer, der i en tilsyneladende dokumentarisk form udtrykkes som kommentarer til individets handlemuligheder i verden af i dag. Filmen er en subtil parodi på det romantiske kvindebillede, der ligger til grund for den ledsagende sang.